# Tarung
Koordinaten: 9° 38′ S, 119° 24′ O
Tarung ist ein Dorf im westlichen Teil der Insel Sumba in Indonesien. Die Siedlung liegt auf einer Anhöhe im südwestlichen Stadtbezirk von Waikabubak, im Landbezirk Loli. 2002 lebten hier 128 Einwohner, davon 54 Männer und 74 Frauen. Etwa 10 Prozent der Einwohner sind Christen.
Der vollständige Name in Loli lautet Tarung (Taringu) Majaga, Sodi Wua Manjoba und in indonesisch Kampung yg. sedih yg. tinggi, batu kubur sebuah yg. tidur zu deutsch Hochgelegenes trauerndes Dorf mit einem schlafenden Grabstein (wörtlich Dorf traurig hoch gelegen, Grabstein einer der schläft).
Es ist ein wichtiges Zentrum für traditionelle Zeremonien.
Zwischen den Häusern befinden sich Grabstellen und eine Verehrungsstätte für die Geister und Ahnen, ein marapus.